# 헨리크 크리스토페르센
헨리크 크리스토페르센(노르웨이어: Henrik Kristoffersen, 1994년 7월 2일~)은 노르웨이의 알파인 스키 선수로 주 종목은 회전과 대회전이다. 올림픽에 3회 참가하여 은메달 1개, 동메달 1개를 획득했고, 세계 선수권 대회에서 금메달 1개, 동메달 1개를 획득했다. FIS 알파인 스키 월드컵에서 개인종합 준우승을 2번 했으며, 월드컵 회전 부문 종합 우승을 2회 달성했다.